# Lijst van nummer 1-hits in de UK Singles Chart in 1998
Deze hits stonden in 1998 op nummer 1 in de UK Singles Chart:
| Datum        | Artiest | Titel                                           |
| ------------ | --- | ----------------------------------------------- |
| 3 januari    | Spice Girls | Too much                                        |
| 10 januari   | Lou Reed, Bono, Skye Edwards, David Bowie, Suzanne Vega, Elton John, Boyzone, Lesley Garrett, Burning Spear, Thomas Allen, Brodsky Quartet, Heather Small, Emmylou Harris, Tammy Wynette, Shane McGowan, Sheona White, Dr. John, Robert Cray, Hugh Morgan, Ian Broudie, Gabrielle, Evan Dando, Courtney Pine, BBC Symphony Orchestra, Brett Anderson, Visual Ministry Choir, Joan Armatrading, Laurie Anderson & Tom Jones | Perfect day                                     |
| 17 januari   | All Saints | Never ever                                      |
| 24 januari   | Oasis | All around the world                            |
| 31 januari   | Usher | You make me wanna ...                           |
| 7 februari   | Aqua | Doctor Jones                                    |
| 14 februari  | Aqua | Doctor Jones                                    |
| 21 februari  | Céline Dion | My heart will go on                             |
| 28 februari  | Cornershop | Brimful of Asha (re-mix)                        |
| 7 maart      | Madonna | Frozen                                          |
| 14 maart     | Céline Dion | My heart will go on                             |
| 21 maart     | Run DMC & Jason Nevins | It's like that                                  |
| 28 maart     | Run DMC & Jason Nevins | It's like that                                  |
| 4 april      | Run DMC & Jason Nevins | It's like that                                  |
| 11 april     | Run DMC & Jason Nevins | It's like that                                  |
| 18 april     | Run DMC & Jason Nevins | It's like that                                  |
| 25 april     | Run DMC & Jason Nevins | It's like that                                  |
| 2 mei        | Boyzone | All that I need                                 |
| 9 mei        | All Saints | Under the bridge / Lady Marmalade               |
| 16 mei       | Aqua | Turn back time                                  |
| 23 mei       | All Saints | Under the bridge / Lady Marmalade               |
| 30 mei       | The Tamperer & Maya | Feel it                                         |
| 6 juni       | B*Witched | C'est la vie                                    |
| 13 juni      | B*Witched | C'est la vie                                    |
| 20 juni      | Baddiel & Skinner & The Lightning Seeds | Three lions '98                                 |
| 27 juni      | Baddiel & Skinner & The Lightning Seeds | Three lions '98                                 |
| 4 juli       | Baddiel & Skinner & The Lightning Seeds | Three lions '98                                 |
| 11 juli      | Billie | Because we want to                              |
| 18 juli      | Another Level | Freak me                                        |
| 25 juli      | Jamiroquai | Deeper underground                              |
| 1 augustus   | Spice Girls | Viva forever                                    |
| 8 augustus   | Spice Girls | Viva forever                                    |
| 15 augustus  | Boyzone | No matter what                                  |
| 22 augustus  | Boyzone | No matter what                                  |
| 29 augustus  | Boyzone | No matter what                                  |
| 5 september  | Manic Street Preachers | If you tolerate this your children will be next |
| 12 september | All Saints | Bootie call                                     |
| 19 september | Robbie Williams | Millennium                                      |
| 26 september | Melanie B & Missy 'Misdemeanor' Elliott | I want you back                                 |
| 3 oktober    | B*Witched | Rollercoaster                                   |
| 10 oktober   | B*Witched | Rollercoaster                                   |
| 17 oktober   | Billie | Girlfriend                                      |
| 24 oktober   | Spacedust | Gym and tonic                                   |
| 31 oktober   | Cher | Believe                                         |
| 7 november   | Cher | Believe                                         |
| 14 november  | Cher | Believe                                         |
| 21 november  | Cher | Believe                                         |
| 28 november  | Cher | Believe                                         |
| 5 december   | Cher | Believe                                         |
| 12 december  | Cher | Believe                                         |
| 19 december  | B*Witched | To you I belong                                 |
| 26 december  | Spice Girls | Goodbye                                         |

1952 ·
1953 ·
1954 ·
1955 ·
1956 ·
1957 ·
1958 ·
1959 ·
1960 ·
1961 ·
1962 ·
1963 ·
1964 ·
1965 ·
1966 ·
1967 ·
1968 ·
1969 ·
1970 ·
1971 ·
1972 ·
1973 ·
1974 ·
1975 ·
1976 ·
1977 ·
1978 ·
1979 ·
1980 ·
1981 ·
1982 ·
1983 ·
1984 ·
1985 ·
1986 ·
1987 ·
1988 ·
1989 ·
1990 ·
1991 ·
1992 ·
1993 ·
1994 ·
1995 ·
1996 ·
1997 ·
1998 ·
1999 ·
2000 ·
2001 ·
2002 ·
2003 ·
2004 ·
2005 ·
2006 ·
2007 ·
2008 ·
2009 ·
2010 ·
2011 ·
2012 ·
2013 ·
2014 ·
2015 ·
2016 ·
2017 ·
2018 ·
2019 ·
2020 ·
2021
- Nederland (Top 40)
- Nederland (Single Top 100)
- Nederland (3FM Mega Top 50)
- Vlaanderen (Radio 2 Top 30)
- Vlaanderen (Ultratop 50)
- Wallonië
- Australië
- Denemarken
- Duitsland
- Frankrijk
- Italië
- Noorwegen
- Verenigd Koninkrijk
- Verenigde Staten (Hot 100)